# Madonna di Fossa
La madonna di Fossa è una statua in legno dipinto che rappresenta la Vergine con il Bambino, realizzata tra il quarto e il quinto decennio del XIV secolo da un anonimo artista che è stato chiamato Maestro di Fossa dal nome della cittadina dove l'opera era conservata, nella chiesa di Santa Maria ad Cryptas (S. Maria delle Grotte) di Fossa.
Il gruppo è racchiuso in un tabernacolo a pianta triangolare, in origine dotato di due sportelli che sono stati rubati nel gennaio 1979 e sui quali erano dipinte sei scene della vita del Cristo, pure attribuite al Maestro di Fossa: la crocifissione, la flagellazione e il bacio di Giuda a destra, l'Annunciazione, l'Epifania e la Presentazione al Tempio a sinistra;
quest'ultimo riquadro è l'unico a essere stato recuperato.
La statua si presenta dentro un piccolo tabernacolo romboidale che si apriva con due ante, dove stavano i riquadri delle scene della vita di Gesù. 
La critica, Piccirilli, Bindi, Chini, ha da subito ipotizzato che questi riquadri siano ugualmente di tal Maestro di Fossa, che avrebbe operato anche in Umbria, nello spoletano. La statua presenta evidenti novità stilistiche nell'aspetto dei volti della Madre e del Bambino, facendo uscire la scultura lignea abruzzese dalla patina di quel tardo romanico ancora imperniato di ieraticità bizantina.
I volti sono espressivi, la resa del panneggio, di ispirazione angioina, è più delicata, anche se per esigenze di committenza il maestro si è più concentrato sui volti che sulla resa realistica dei corpi, il didietro della statua è cavo, dato che non doveva essere esposto. Il corpo della Madre è come piegato e adattato allo spazio del tabernacolo, lo stesso segno di grossolanità si evince dal fagotto del Bambino, che appare come fossilizzato negli atteggiamenti. 
Il gruppo dei riquadri, come si vede dalle fotografie storiche, mostra notevoli cambiamenti stilistici della pittura abruzzese, sempre confrontabili con pitture lignee spoletane, che paiono di derivazione giottesca, soprattutto per la tonalità molto chiara delle vesti e del fondo. Tuttavia il Maestro non riesce a rompere neanche la seconda dimensione nella rappresentazione di sfondi e stanze a lui contemporanee, come nel caso del Tempio, a mo' di chiesa gotica.